# Hassi-Berkane
Hassi-Berkane is een stad en gemeente gelegen in het Rifgebergte in het noordoosten van Marokko in het stamgebied van de Ait Bouyahyi. Het maakt onderdeel uit van de provincie Nador en de regio Oriental. De naam Hassi-Berkane komt van een rivier die door Hassi-Berkane stroomt genaamd "El Hassi".
De taal die in Hassi Berkane wordt gesproken is het Riffijns. Omdat Hassi Berkane op de taalgrens tussen het Riffijns en Arabisch ligt, wordt er door een kleine minderheid echter ook Arabisch gesproken.
In Hassi-Berkane passeren er elke dag honderden vrachtwagenchauffeurs; het is een bekende stopplaats op weg naar Taourirt.
In het centrum van Hassi-Berkane zijn er verlaten ruïnes van politiegebouwen en een militair fort gebouwd door de Spaanse bezetters in de 20ste eeuw. Hassi-Berkane ligt namelijk niet ver van de rivier Moulouya, deze functioneerde als de historische grens tussen Spaans- en Frans-Marokko. De Spanjaarden gebruikten Hassi-Berkane dan ook als uitkijkpost. In Juli 1921 werd er een Spaans offensief op Hassi-Berkane uitgevoerd dat zonder al te veel geweld werd veroverd. De leiding in Hassi-Berkane bestond uit kapitein Manuel García Agulla, luitenant Agustín Casado Caballero, luitenant Miguel Rivera Trillo-Figueroa, luitenant José  Valcarcel en officier Mohamed Bel Hach Sban. 